# 纺锤顶
纺锤顶（Spindletop）是德克萨斯州博蒙特南部的一个油田，这个油田使美国进入了石油时代。